# Laciniodes umbrosus
Laciniodes umbrosus là một loài bướm đêm trong họ Geometridae.